# Pesztera (gmina)
Pesztera (bułg. Община Пещера Obština Peštera)  − gmina w zachodniej Bułgarii, w obwodzie Pazardżik. Populacja wynosi 24 tys. mieszkańców.

## Miejscowości
Miejscowości wchodzące w skład gminy Pesztera:
- Kapitan Dimitriewo (bułg.: Капитан Димитриево),
- Pesztera (bułg.: Пещера) − siedziba gminy,
- Radiłowo (bułg.: Радилово).